# Лукьянов, Павел Митрофанович
Павел Митрофанович Лукьянов (24 июня 1889 — 3 октября 1975 года) — советский учёный-химик, историк химии. Доктор технических наук, профессор.

## Биография
Происходил из мещан.
В 1907 году окончил Комиссаровское техническое училище. Императорское Московское техническое училище окончил с отличием в 1914 году, — по химическому отделению со званием инженера-технолога.
Работа в промышленности
- Три года работал на химических заводах, в том числе на Кинешемском — главным инженером.
- c 1918 г. заведовал секцией минеральных кислот, солей и щелочей Отдела химической промышленности ВСНХ РСФСР.
- 1922—1929 заведовал Отделом в Объединении Бондюжских химических заводов;
- в 1925 г. — консультант в Северном химическом тресте;
- 1926—1927 — в командировке в Германии, Чехословакии и Голландии в качестве консультанта ВСНХ;
- с 1927 работал в Химстрое (позднее Гипрохим). Участвовал в проектировании и строительстве цехов производства хлора:
  - на Березниковском содовом заводе;
  - на Чернореченском химическом заводе.

Преподавание
- С 1917 г. — ассистент химического факультета ИМТУ
- с 1924 г. — зав. кафедрой технологии минеральных веществ МВТУ, профессор.
- читал лекции в МИНХ.

## Арест и реабилитация
В 1929 году арестован по обвинению во вредительстве. Осужден к 10 годам исправительно-трудовых работ. Находясь в заключении работал в Крайплане Севера (Архангельск), затем в Москве на заводе № 1. В 1931 году был освобождён, реабилитирован и восстановлен в правах.

## После реабилитации
Работа в промышленности
- В 1932—1937 гг. — главный инженер Химстроя. Принимал участие в приёмке Актюбинского химического завода.

Преподавание
- С 1933 года профессор Московского химико-технологического института имени Д. И. Менделеева,
- в 1933—1941 первый заведующий кафедрой технологии электрохимических производств (ТЭП). Его кандидатуру на эту должность профессор Николай Фёдорович Юшкевич предложил Всесоюзному Комитету по делам высшей школы при СНК СССР[1]. В июне 1938 года утверждён в учёной степени доктора технических наук (без защиты диссертации)[1].
- работал в ИИЕАН АН СССР (1960—1964), читал лекции в МИНХ, во время войны — в МГУ, в институте химической промышленности, в институте усовершенствования учителей.
- 1944—1949 гг. — декан факультета технологии неорганических веществ Московского химико-технологического института имени Д. И. Менделеева[1].
- 1964—1974 гг. — профессор-консультант Московского химико-технологического института имени Д. И. Менделеева[1].

Умер 3 октября 1975 года. Похоронен на 11 участке Введенского кладбища в Москве.

## Сочинения
- Механические печи для сжигания серного колчедана. Описание конструкций механических печей для сжигания серного колчедана, описание пылеуловительных устройств и установок механических печей, главным образом заводов, изготовляющих серную кислоту [Текст] / П. М. Лукьянов. — Петроград : [б. и.], 1920. — 262 с. : ил. — Б. ц.
- Общий курс электротермии [Текст] / проф. П. М. Лукьянов д-р тех. наук. — Москва : Моск. хим.-технол. ин-т им. Д. И. Менделеева, 1940. — 224 с. : черт.; 21 см.
- Курс химической технологии минеральных веществ / П. М. Лукьянов. — 4-е доп. изд. — М. ; Л. : ОГИЗ. Гос. науч.-техн. изд-во, 1931 — . Ч. 1 : Производство минеральных кислот. — 1931. — 325с.,
- Производство серной кислоты методом контактного окисления / П. М. Лукьянов. — М. : Гос. техн. изд-во, 1922. — XVI, 502 с. : ил. — (Инженерно-промышленная библиотека : Б. Серия 5 / РСФСР.Науч.-техн. отд. ВСНХ ; № VII-1).
- Краткая история химической промышленности СССР [Текст] : от возникновения хим. пром-сти в России до наших дней / П. М. Лукьянов. — М. : Изд-во АН СССР, 1959. — 464 c. : ил. — 5000 экз. — 600 р.

В надзаг.: АН СССР, Ин-т истории естествознания и техники. Имен. указ.: с.450-458

## Награды
- медаль «За оборону Москвы» (1944)
- медаль «За доблестный труд» (1945)
- медаль «В память 800-летия Москвы» (1948)
- Сталинская премия 1950 года — за научный труд «История химических промыслов и химической промышленности России» в 2 томах (1948—1949)
- Заслуженный деятель науки и техники РСФСР (1958)
- Почётный член ВХО им. Д. И. Менделеева (1968)
- Орден Трудового Красного Знамени (1969)[1]